# マクファーソン郡 (ネブラスカ州)
座標: 北緯41度57分 西経101度06分 / 北緯41.950度 西経101.100度
マクファーソン郡（英: McPherson County）は、アメリカ合衆国のネブラスカ州にある郡。2000年時点での人口は533人で、郡庁所在地はトライオン (Tryon) である。
マクファーソン郡はノース・プラット小都市統計地域の一部になっている。
ネブラスカ州のナンバープレートでは、マクファーソン郡の車両は最初の数字が90になっている。これは1922年にナンバープレートの制度を確立した際、マクファーソン郡の車両登録数が州内の郡で90番目に多かったからである。

## 歴史
マクファーソン郡は1887年に組織された。郡の名前は南北戦争時に北軍の将軍を務めたジェイムズ・マクファーソン陸軍少将にちなんだものである。

## 地理
アメリカ合衆国国勢調査局によると、この郡の総面積は2,227 km2 (860 mi2) である。このうち2,225 km2 (859 mi2)が陸地で、3 km2 (1 mi2) が海洋や湖沼などの水域である。総面積のうち0.12%が水域となっている。

### 隣接する郡
- フッカー郡（北）
- トーマス郡（北東）
- ローガン郡（東）
- リンカーン郡（南東）
- キース郡（南西）
- アーサー郡（西）

## 人口動静

2000年の時点での郡の人口ピラミッド

2000年の国勢調査によると、マクファーソン郡には533人、202世帯、及び157家族が暮らしている。人口密度は0/km2 (1/mi2) で、0/km2 (0/mi2) の平均的な密度に283軒の住居が建っている。この郡の人種の構成は白人97.94%、アジア系0.38%、その他の人種1.69%、黒人（アフリカ系アメリカ人）、先住民、太平洋諸島系、混血はおらず、1.50%の人々がヒスパニックまたはラテン系である。郡民のうち44.4%がドイツ系、14.4%がアメリカ系、9.2%がアイルランド系、8.7%がスウェーデン系、6.3%がイングランド系の移民の子孫である。
マクファーソン郡に住む202世帯のうち、34.20%は18歳未満の子どもと暮らしており、73.80%は夫婦で生活している。3.50%は未婚の女性が世帯主であり、21.80%は家族以外の住人と同居している。19.80%は独居で、全世帯の14.40%は65歳以上の独居老人世帯である。1世帯あたりの平均人数は2.64人であり、家庭の場合は3.01人である。
郡の住民は27.60%が18歳未満の子どもで、18歳以上24歳以下が5.30%、25歳以上44歳以下が26.10%、45歳以上64歳以下が22.90%、および65歳以上が18.20%となっている。平均年齢は41歳である。女性100人ごとに対して男性は99.60人いて、18歳以上の女性100人ごとに対して男性は97.90人いる。
郡の世帯ごとの平均収入は25,750米ドルで、家族ごとでは31,250米ドルである。男性の25,192米ドルに対して女性は13,393米ドルの平均的な収入がある。この郡の一人当たりの収入 (per capita income) は13,055米ドルである。総人口の16.20%、家族の14.00%は貧困線以下である。18歳未満の子どもの21.70%及び65歳以上の17.30%は貧困線以下の生活を送っている。

## コミュニティ
- リングゴールド (en:Ringgold, Nebraska)
- トライオン (en:Tryon, Nebraska)